# Jana Fialová
Jana Fialová (* 13. června 1973 Bransouze) je česká politička a středoškolská pedagožka, v letech 2012 až 2024 zastupitelka Kraje Vysočina (v letech 2012 až 2020 též radní kraje), v letech 2006 až 2014 starostka obce Bransouze, v letech 2018 až 2019 místopředsedkyně ČSSD.

## Život
V letech 1987 až 1991 vystudovala obor textilní technologie na Střední uměleckoprůmyslové škole Jihlava-Helenín a v letech 1991 až 1996 pak pokračovala studiem oboru textilní materiálové inženýrství na Fakultě textilní Technické univerzity v Liberci (získala titul Ing.). Vzdělání si pak ještě rozšířila doplňkovým pedagogickým studiem na Univerzitě Karlově v Praze (2001 až 2003) a studiem písemné a elektronické komunikace na Vysoké škole ekonomické v Praze (2008 až 2010).
Mezi lety 1996 a 1998 pracovala jako výrobní manažerka v akciové společnosti TREPON a následně mezi lety 1998 a 2001 jako vedoucí marketingu a propagace v akciové společnosti BOPO Třebíč. V letech 2004 až 2012 pak působila jako učitelka odborných předmětů na SUŠT Jihlava-Helenín. K tomu byla také v letech 2006 až 2011 odbornou asistentkou na Technické univerzitě v Liberci, resp. na detašovaném pracovišti v Jihlavě-Heleníně.
Jana Fialová žije v obci Bransouze na Třebíčsku, je vdaná. Aktivně ovládá anglický jazyk, pasivně pak ruský jazyk. Mezi její záliby patří cyklistika, lyžování, tanec, cestování a četba.

## Politická kariéra
V komunálních volbách v roce 2002 byla jako nezávislá zvolena zastupitelkou obce Bransouze. Mandát zastupitelky obce jako nezávislá ve volbách v roce 2006 obhájila a na konci října 2006 se stala starostkou obce. Také ve volbách v roce 2010 obhájila jako nezávislá zastupitelský mandát a v listopadu 2010 byla po druhé zvolena starostkou obce. V průběhu dalších let vstoupila do ČSSD a za tuto stranu obhájila mandát zastupitelky obce i ve volbách v roce 2014. Novým starostou se však v listopadu 2014 stal Jan Boček. Ve volbách v roce 2018 již nekandidovala.
V krajských volbách v roce 2012 byla za ČSSD zvolena zastupitelkou Kraje Vysočina. V listopadu 2012 se navíc stala uvolněnou radní pro oblast školství, mládeže a sportu. Ve volbách v roce 2016 obhájila mandát zastupitelky kraje a v listopadu 2016 se již po druhé stala radní kraje. Ve volbách v roce 2020 mandát krajské zastupitelky opět obhájila. Nicméně skončila ve funkci radní kraje.
Ve volbách do Poslanecké sněmovny PČR v letech 2013 a 2017 kandidovala za ČSSD v Kraji Vysočina, ale ani jednou neuspěla. Na mimořádném sjezdu ČSSD v roce 2018 kandidovala na post místopředsedkyně strany a dne 7. dubna 2018 uspěla. Pozici místopředsedkyně strany zastávala do dalšího sjezdu ČSSD v březnu 2019.
V krajských volbách v roce 2024 obhajovala z pozice členky SOCDEM post zastupitelky Kraje Vysočina. Mandát se jí však nepodařilo obhájit.